# Naohiro Takahara
Naohiro Takahara (japonès: 高原直泰)  (Mishima, 4 de juny de 1979) és un futbolista japonès. Va començar la seva carrera al Júbilo Iwata del seu país natal el 1998. Després de marcar 32 gols en 78 partits amb el seu primer club, va ser transferit al Boca Juniors de l'Argentina en una operació del seu president Mauricio Macri per expandir al seu club en el prolífic mercat asiàtic. No obstant això, el primer japonès a jugar a la Primera divisió argentina no va poder assentar-se a l'equip xeneize disputant només 6 partits i convertint només un gol, que va fer al Lanús en la golejada 6 a 1 del seu equip.
Després del seu pas pel Boca, va tornar al Júbilo Iwata i va guanyar la J. League consagrant-se com a màxim golejador i millor jugador del torneig. Després d'això, va jugar al Hamburger SV, Eintracht Frankfurt i, des de 2008, en l'Urawa Red Diamonds de la J. League.

## Campionats nacionals
| Títol                               | Club         | Any  |
| ----------------------------------- | ------------ | ---- |
| J. League                           | Júbilo Iwata | 1999 |
| Lliga de Campions de l'AFC          | Júbilo Iwata | 1999 |
| Supercopa d'Àsia de futbol          | Júbilo Iwata | 1999 |
| J. League                           | Júbilo Iwata | 2002 |
| Copa de la Lliga alemanya de futbol | Hamburger SV | 2003 |

## Copes internacionals
| Títol                   | Club              | Any  |
| ----------------------- | ----------------- | ---- |
| Copa Asiàtica de futbol | Selecció del Japó | 2000 |

## Distincions individuals
| Distinción                      | Año  |
| ------------------------------- | ---- |
| Màxim golejador de la J. League | 2002 |
| Millor jugador de la J. League  | 2002 |